# Kenny Muhammad
Kenny Muhammad (* 3. Dezember 1968) ist ein US-amerikanischer Beatbox-Künstler. Durch seine Zusammenarbeit mit dem New York City Symphony, dessen Chefdirigent David Eaton für ihn den Titel Kenny’s Joy komponierte, bekam er den Beinamen The Human Orchestra. Er gilt als eine der Größen des Beatboxing. Neben seinen Auftritten in TV-Sendungen und Werbespots, arbeitete er mit anderen Beatboxing-Größen wie Rahzel zusammen. Ein Autounfall, bei dem sein linker Lungenflügel durchstochen wurde, hinterließ keine bleibenden Schäden.